# Intvl.russia
INTVL.Russia - это сообщество любителей бега любого уровня от начинающих до профи, которые объединяются с целью вывести в топ-1 рейтинга беговых сообществ на базе международной платформы INTVL.
Основной канал сообщества, где публикуется вся информация telegram: t.me/intvl
Кроме цели выйти в топ-1 рейтинга сообщество занимается социально-значимыми проектами:
• благотворительные акции;
• продвижение легкой атлетики в массы.